# Inalegolo
Inalegolo è un villaggio del Botswana situato nel distretto di Kgalagadi, sottodistretto di Kgalagadi North. Il villaggio, secondo il censimento del 2011, conta 533 abitanti.

## Località
Nel territorio del villaggio sono presenti le seguenti 3 località:
- Camp 5 di 2 abitanti,
- Inalegolo Lands di 111 abitanti,
- Palamasekgwa di 2 abitanti